# IBM PCjr

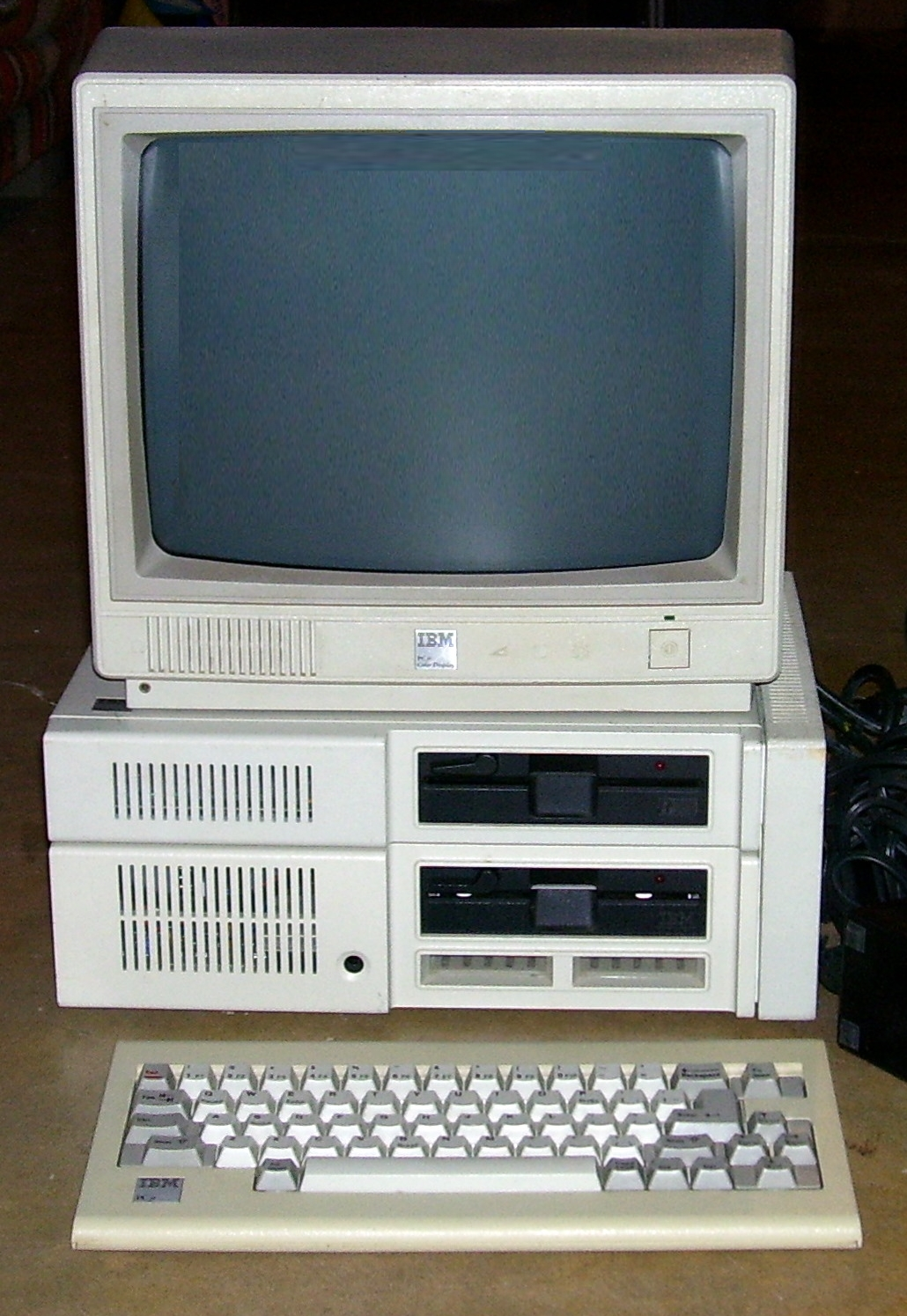
IBM PCjr

IBM PCjr (PC junior, IBM 4860) — сімейство персональних комп'ютерів корпорації IBM, перша спроба компанії вийти на ринок домашніх комп'ютерів. Через деякі конструктивні недоліки, неповну сумісність з IBM PC і помилки у маркетинговій політиці, модель не мала комерційного успіху. Журнал PC World вніс IBM PCjr в «список 25 найгірших технічних продуктів всіх часів». Комп'ютер був анонсований 1 листопада 1983 року, а в березні 1985 року виробництво було припинено.

## Технічні характеристики
PCjr випускався в двох варіантах: модель 4860-004 з 64 КБ оперативної пам'яті, вартістю $ 669 і 4860-067 зі 128 КБ пам'яті і дисководом 5,25, вартістю $ 1269.
- Процесор: Intel 8088 з тактовою частотою 4,77 МГц.
- Оперативна пам'ять: 64-128 КБ на материнській платі, розширювана до 640–736 КБ за допомогою карти пам'яті.
- Постійна пам'ять: 24 КБ з BIOS і касетним Бейсіком.
- Відеоконтролер: Motorola 6845, «CGA Plus». Цей чип також офіційно називався VGA (Video Gate Array), який не варто плутати з Video Graphics Adapter або Array. Під відеопам'ять використовувалося від 2 КБ до 96 КБ системної пам'яті.
  - Текстові режими: 40 × 25, 80 × 25, 16 кольорів.
  - Графічні режими: 320 × 200 × 4, 640 × 200 × 2, 160 × 100 × 16, 160 × 200 × 16, 320 × 200 × 16, 640 × 200 × 4.
- Звук: музичний співпроцесор Texas Instruments SN76496; 3 голоси, 16 рівнів гучності, генератор білого шуму.
- Зовнішні накопичувачі: побутовий магнітофон, опціонально дисковод 5,25.
- Порти введення-виведення: касетний магнітофон, світлове перо, 2 джойстика, RGB монітор, композитне відео, високочастотний вихід (для під'єднання до антенного гнізда телевізора), аудіо, клавіатура, Centronics (опціонально), RS-232, 2 слота для ROM-картриджів.
- Клавіатура: інфрачервона, гумова, 62 клавіші. Є можливість під'єднання стандартної клавіатури.

Фірма Tandy випускала клон PCjr — Tandy 1000. У 1990 році IBM повернулася на ринок домашніх комп'ютерів, з більш успішної серією — IBM PS/1.